# B-2 Spirit
B-2 Spirit (укр. «Спі́ріт», «Дух») — американський малопомітний стратегічний бомбардувальник, збудований за схемою «літаюче крило». Літак розробила компанія Northrop (пізніше Northrop Grumman) як головний підрядник, за участі Boeing, Hughes і Vought як основних субпідрядників. Виробництво тривало з 1988 по 2000 рік.
Призначений для прориву щільної протиповітряної оборони супротивника й доставки звичайного або ядерного бомбового навантаження. Для забезпечення малопомітності на літаку широко використані стелс-технології: літак покритий радіопоглинаючими матеріалами, створений за аеродинамічною схемою «літаюче крило», а розташування двигунів глибоко всередині фюзеляжу мінімізує інфрачервоний слід від вихлопу. Точне значення ЕПР для B-2 невідоме, але за різними оцінками становить від 0,0014 до 0,1 м².
B-2 Spirit є найдорожчим літаком у світі. Станом на 1997 рік вартість закупівлі одного B-2 становила 737 мільйонів доларів США (~$ 1,47 млрд з урахуванням інфляції станом на 2025 р.).
Станом на 2025 рік Повітряні сили США мають на озброєнні 19 B-2. Один було знищено внаслідок аварії у 2008 році, ще один, пошкоджений під час аварії у 2022 році, було знято з експлуатації. Повітряні сили планують використовувати B-2 до 2032 року, поки їх не замінять нові бомбардувальники Northrop Grumman B-21 Raider.

## Історія створення

### Передісторія
В середині 1970-х років конструктори військових літаків дізналися про новий метод уникнення ракет і винищувачів-перехоплювачів, який сьогодні відомий як «стелс» (з англ. «малопомітність, потайність»). Ідея полягала в тому, щоб створити літак із планером, що відбиває або поглинає радіолокаційні сигнали, завдяки чому лише незначна їхня частина повертається до радара. Літак із характеристиками радіолокаційної малопомітності міг би майже непомітно пролітати повз засоби виявлення, а атакувати його можна було б лише озброєнням і системами, що не покладаються на радар. Хоча існували й інші методи виявлення, такі як спостереження неозброєним оком, інфрачервоні сканери та акустичні локатори, їхня відносно мала дальність або недостатній рівень розвитку технологій дозволяли більшості літаків залишатися непоміченими або принаймні не відслідковуваними, особливо вночі.
У 1974 році DARPA (Агентство передових оборонних дослідницьких проєктів) звернулося до американських авіаційних компаній із запитом на інформацію щодо максимальної ефективної радіолокаційної площі літака (ЕПР), який залишався б невидимим для радарів. Спочатку для подальшої розробки були відібрані компанії Northrop і McDonnell Douglas. Компанія Lockheed вже мала досвід у цій сфері — під час розробки літаків Lockheed A-12 та SR-71, які включали кілька елементів малопомітності, зокрема нахилені вертикальні стабілізатори, використання композитних матеріалів у ключових місцях і спеціальне покриття поверхні з радіопоглинаючими фарбами. Ключовим нововведенням стало використання комп'ютерного моделювання для прогнозування радіолокаційного відбиття від плоских поверхонь, що дозволило створити дизайн «фасетованого» літака. Розробка перших таких моделей почалася у 1975 році з проєкту Have Blue — зразка, створеного Lockheed для випробування цієї концепції.
Плани були добре опрацьовані вже влітку 1975 року, коли DARPA розпочало проєкт Experimental Survivability Testbed (Експериментальний стенд для випробування живучості). У першому етапі випробувань контракти отримали компанії Northrop і Lockheed. У квітні 1976 року Lockheed отримала єдиний контракт на другий етап випробувань, що призвело до запуску програми Have Blue, а вже у грудні 1977 року відбувся перший успішний політ літака Have Blue «HB1001». Згодом програма Have Blue переросла у створення малопомітного ударного літака F-117, а зрештою — у створення бомбардувальника B-2.
Компанія Northrop також працювала над засекреченим демонстратором технологій — літаком Tacit Blue, розробка якого тривала у 1979 році на базі «Зона 51». Він слугував для розвитку стелс-технологій, малопомітності (LO, англ. Low observables), електродистанційної системи керування польотом (ЕДСК, англ. fly-by-wire), вигнутих поверхонь, композитних матеріалів, систем електронної розвідки та експериментальної платформи для ведення розвідки поля бою. Технології стелс, розроблені в рамках цієї програми, пізніше були впроваджені в інші серійні моделі літаків, зокрема в стратегічний бомбардувальник B-2.

### Проєкт «ATB»
До 1976 року програми малопомітності досягли такого рівня розвитку, що поява стратегічного малопомітного бомбардувальника великої дальності стала реальною. Президент Джиммі Картер дізнався про ці розробки у 1977 році, і саме це стало однією з головних причин скасування проєкту B-1 Lancer. На початку 1978 року було замовлено подальші дослідження, до того моменту вже відбувся політ апарата Have Blue, який підтвердив життєздатність концепцій. Під час президентської виборчої кампанії 1980 року, яка почалась у 1979 році, Рональд Рейган неодноразово заявляв, що Картер має слабку оборонну політику, і використовував скасування B-1 як головний приклад. У відповідь, 22 серпня 1980 року адміністрація Картера публічно розкрила, що Міністерство оборони США працює над розробкою малопомітних літаків, зокрема бомбардувальників.

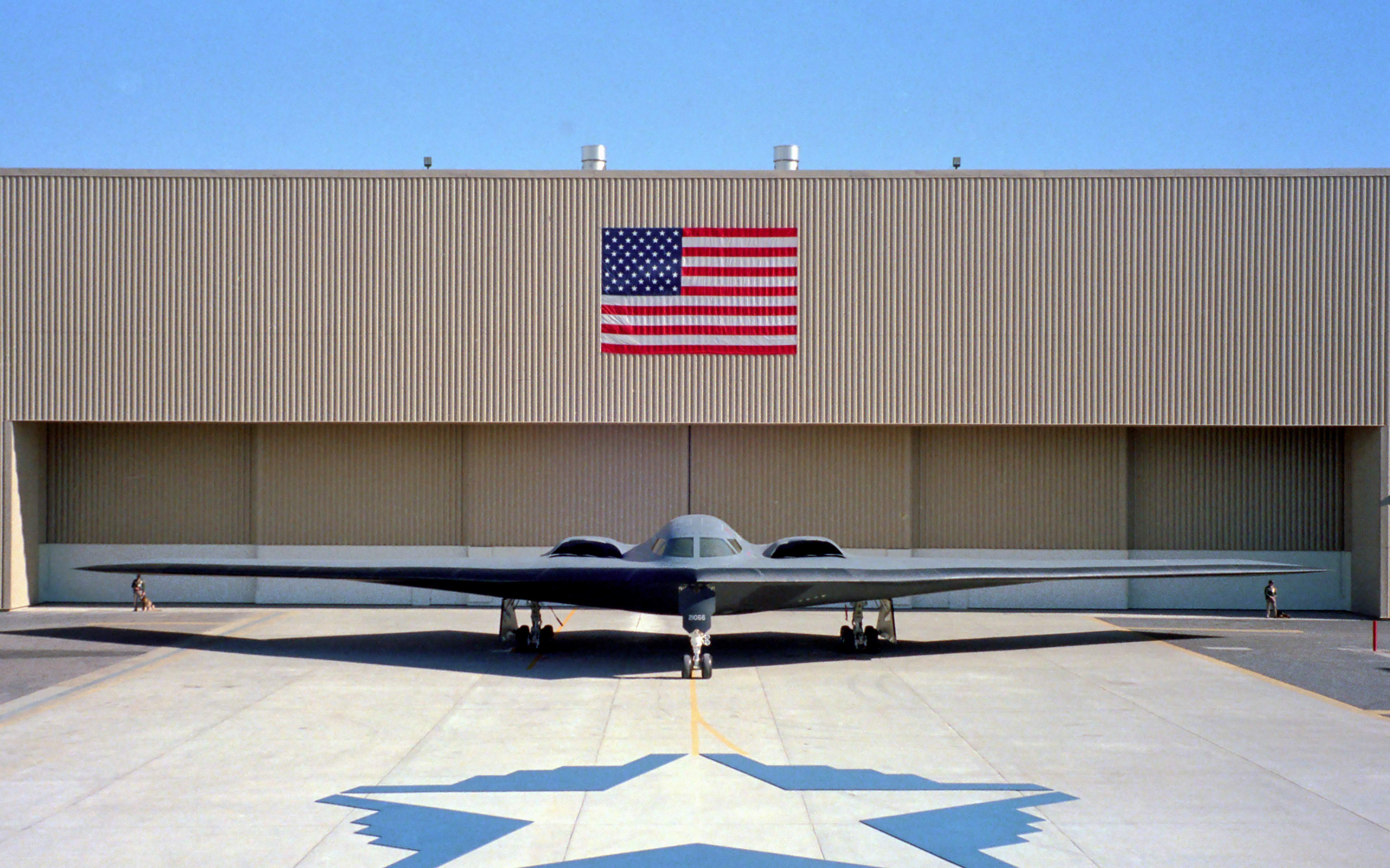
Перший публічний показ B-2 у 1988 році в Палмдейл, Каліфорнія: перед B-2 розташована зірка, утворена п’ятьма силуетами B-2.

Програма «Бомбардувальник передових технологій» (ATB; англ. Advanced Technology Bomber) була розпочата у 1979 році. Повномасштабна розробка цього засекреченого проєкту відбувалась під кодовою назвою «Aurora». Після оцінки пропозицій компаній, конкурс ATB звузився до двох команд: Northrop/Boeing і Lockheed/Rockwell, кожна з яких отримала контракт на подальші дослідження. Обидві команди використовували концепцію літака у формі «літаючого крила». Пропозиція Northrop мала кодову назву «Senior Ice», а пропозиція Lockheed — «Senior Peg». Northrop вже мала досвід у створенні літаків з формою «літаючого крила»: YB-35 і YB-49. Конструкція Northrop була більшою і мала округлі форми, тоді як конструкція Lockheed була гранчастою і включала невеликий хвіст. У 1979 році дизайнер Гел Маркарян створив ескіз літака, який мав значну схожість з остаточним проєктом.
20 жовтня 1981 року проєкт ATB від Northrop був обраний замість розробки Lockheed/Rockwell. Літак отримав позначення B-2 та ім’я «Spirit» (укр. Дух). У середині 1980-х років конструкція бомбардувальника була змінена у зв’язку зі зміною профілю місії — з польоту на великій висоті на низьковисотний, з огинанням рельєфу місцевості. Ця зміна затримала перший політ B-2 на два роки й додала приблизно 1 млрд доларів США до вартості програми. До 1989 року США таємно витратили близько 23 млрд доларів на дослідження та розробку B-2. Інженери та науковці з Массачусетського технологічного інституту (МІТ) допомагали оцінювати ефективність літака в рамках п’ятирічного засекреченого контракту протягом 1980-х років. Технології ATB також були використані в програмі «Advanced Tactical Fighter», яка в підсумку створила Lockheed YF-22 і Northrop YF-23, а згодом — Lockheed Martin F-22. Головним підрядником B-2 була компанія Northrop; серед основних субпідрядників — Boeing, Hughes Aircraft (нині Raytheon), GE та Vought Aircraft.
Первісно Міністерством оборони США було замовлено побудову 165 бомбардувальників. Через закінчення Холодної війни, внаслідок розпаду СРСР, серію збудованих літаків скоротили до 21 екземпляра.
Вперше B-2 показали громадськості 22 листопада 1988 року на заводі ПС № 42 в Палмдейлі, Каліфорнія, де його і зібрали. Перший публічний політ відбувся 17 липня 1989 року.

### Секретність і шпигунство

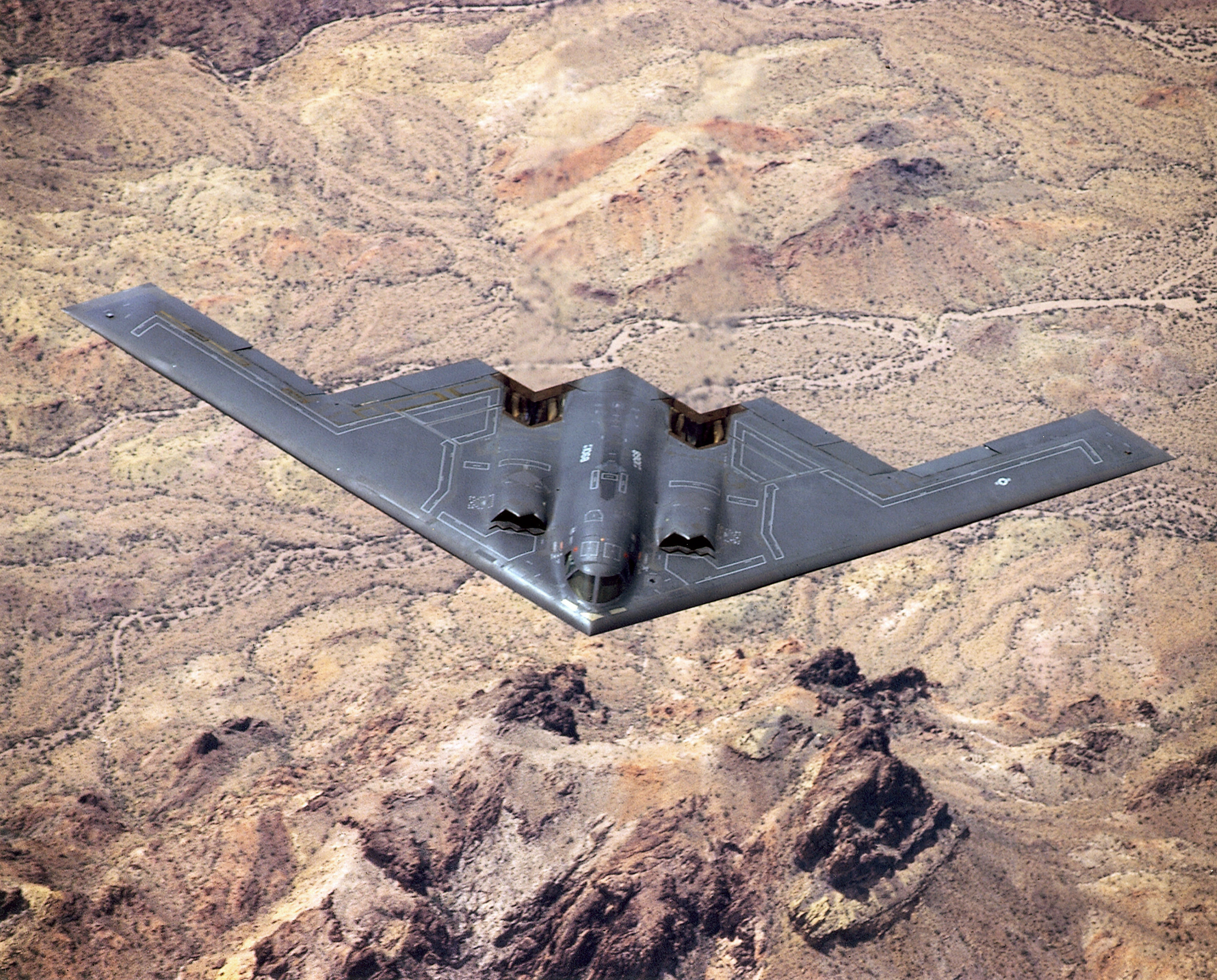
Перший публічно висвітлений політ B-2 відбувся у 1989 році.

Під час проєктування та розробки програма Northrop B-2 була «чорним проєктом» — усі залучені до неї працівники повинні були мати допуск до секретної інформації. Утім, рівень секретності був нижчим, ніж у програми Lockheed F-117: більше посадовців у федеральному уряді знали про B-2, і більше інформації було доступно. Як під час розробки, так і в період експлуатації, значні зусилля були спрямовані на збереження в таємниці конструкції та технологій B-2. Працівники, які працювали над B-2, зазвичай мали спеціальний допуск до обмеженої інформації та проходили ретельні перевірки біографічних даних, які здійснював спеціальний підрозділ ПС США.
Колишній автоскладальний завод Ford у Піко-Рівері, Каліфорнія, було викуплено та значно перебудовано; працівників заводу зобов'язали дотримуватись суворої конфіденційності. Щоб уникнути підозр, компоненти зазвичай закуповувалися через підставні компанії, військові чиновники відвідували об'єкт без форми, персонал регулярно проходив перевірку на детекторі брехні, а підрозділ компанії отримав назву «Відділ передових систем». Майже всю інформацію про проєкт було приховано від Управління з аудиту уряду США (GAO; англ. Government Accountability Office) та членів Конгресу до середини 1980-х років.
B-2 вперше був представлений публічно 22 листопада 1988 року на заводі ПС США №42 у Палмдейлі, Каліфорнія, де здійснювалось його складання. Перегляд був суворо обмежений, і гостям заборонили бачити задню частину літака. Однак редактори Aviation Week виявили, що над зоною презентації не було обмежень повітряного простору, і зробили аерофотознімки засекреченої задньої частини літака з приглушеними вихлопами двигунів. Перший публічний політ B-2 (бортовий номер 82-1066 / AV-1) відбувся 17 липня 1989 року з Палмдейла до авіабази Едвардс.
У 1984 році працівника Northrop Томаса Патріка Кавана заарештували за спробу продати засекречену інформацію з фабрики в Піко-Рівері Радянському Союзу. У 1985 році його засудили до довічного ув’язнення, однак у 2001 році звільнили умовно-достроково. У жовтні 2005 року інженера-конструктора Ношіра Говадію, який працював над системою тяги B-2, заарештували за продаж засекречених даних Китаю. Говадія був засуджений до 32 років позбавлення волі.

### Виробництво
ПС США спочатку планували замовити 132 літаки B-2 (165 за іншими даними), але закінчення холодної війни і відповідне скорочення фінансування, змусило зменшити цю кількість спочатку до 75 одиниць, а згодом і до 21-го літака такого типу. У цю кількість ввійшли прототип, п'ять передсерійних літаків і 15 серійних. Літаки B-2 Spirit збиралися на заводі Повітряних сил № 42 (Plant 42) у місті Палмдейл, штат Каліфорнія, США. Виробництво здійснювалося компанією Northrop (пізніше Northrop Grumman) за участі субпідрядників Boeing, Hughes і Vought. Процес виробництва тривав з 1988 по 2000 рік.

###### Перелік літаків
Майже всі B-2 Spirit названі на честь американських штатів.
| Бортовий номер | Власне ім'я            | Прийнятий на озброєння | Примітки                                                                              |
| -------------- | ---------------------- | ---------------------- | ------------------------------------------------------------------------------------- |
| 82-1066        | Дух Америки            | 14 липня 2000 року     | Прототип. Здійснив перший політ 17 липня 1989 року.                                   |
| 82-1067        | Дух Аризони            | 4 грудня 1997 року     |                                                                                       |
| 82-1068        | Дух Нью-Йорка          | 10 грудня 1997 року    |                                                                                       |
| 82-1069        | Дух Індіани            | 22 травня 1999 року    |                                                                                       |
| 82-1070        | Дух Огайо              | 18 липня 1997 року     |                                                                                       |
| 82-1071        | Дух Міссісіпі          | 23 травня 1997 року    |                                                                                       |
| 88-0328        | Дух Техасу             | 21 серпня 1994 року    |                                                                                       |
| 88-0329        | Дух Міссурі            | 31 березня 1994 року   | Перший B-2, прийнятий на озброєння.                                                   |
| 88-0330        | Дух Каліфорнії         | 17 серпня 1994 року    |                                                                                       |
| 88-0331        | Дух Південної Кароліни | 30 грудня 1994 року    |                                                                                       |
| 88-0332        | Дух Вашингтона         | 29 жовтня 1994 року    | Серйозно пошкоджений під час пожежі.                                                  |
| 89-0127        | Дух Канзасу            | 17 лютого 1995 року    | Розбився 23 лютого 2008 року. Див. Авіакатастрофа на Гуамі                            |
| 89-0128        | Дух Небраски           | 28 червня 1995 року    |                                                                                       |
| 89-0129        | Дух Джорджії           | 14 листопада 1995 року |                                                                                       |
| 90-0040        | Дух Аляски             | 24 січня 1996 року     |                                                                                       |
| 90-0041        | Дух Гаваїв             | 10 січня 1996 року     | 10 січня 1996 — 10 грудня 2022 року — списаний після аварії                           |
| 92-0700        | Дух Флориди            | 3 липня 1996 року      |                                                                                       |
| 93-1085        | Дух Оклахоми           | 15 травня 1996 року    |                                                                                       |
| 93-1086        | Дух Кітті Хоука        | 30 серпня 1996 року    | Названий на честь батьківщини Братів Райт, які були родом зі штату Північна Кароліна. |
| 93-1087        | Дух Пенсильванії       | 5 серпня 1997 року     |                                                                                       |
| 93-1088        | Дух Луїзіани           | 10 листопада 1997 року |                                                                                       |

#### Вартість
B-2 є найдорожчим літаком у світі і, ймовірно, найдорожчим літаком в історії авіації. Станом на 1997 рік вартість закупівлі одного B-2 без урахування НДДКР становила 737 мільйонів доларів США (~$ 1,47 млрд з урахуванням інфляції станом на 2025 рік). Вартість всієї програми B-2 на 1997 рік оцінювалася майже в 45 млрд доларів; таким чином, з урахуванням НДДКР вартість однієї машини на той момент досягала 2,1 млрд доларів.
Це включає розробку, закупівлю, інфраструктуру, будівництво та запасні частини. У 2010 році експлуатація B-2 могла коштувати до 135 000 (~$ 195 000 з урахуванням інфляції станом на 2025 рік) доларів за годину польоту, що приблизно вдвічі більше, ніж у B-52 і B-1.

### Варіанти та модернізації
Block 10

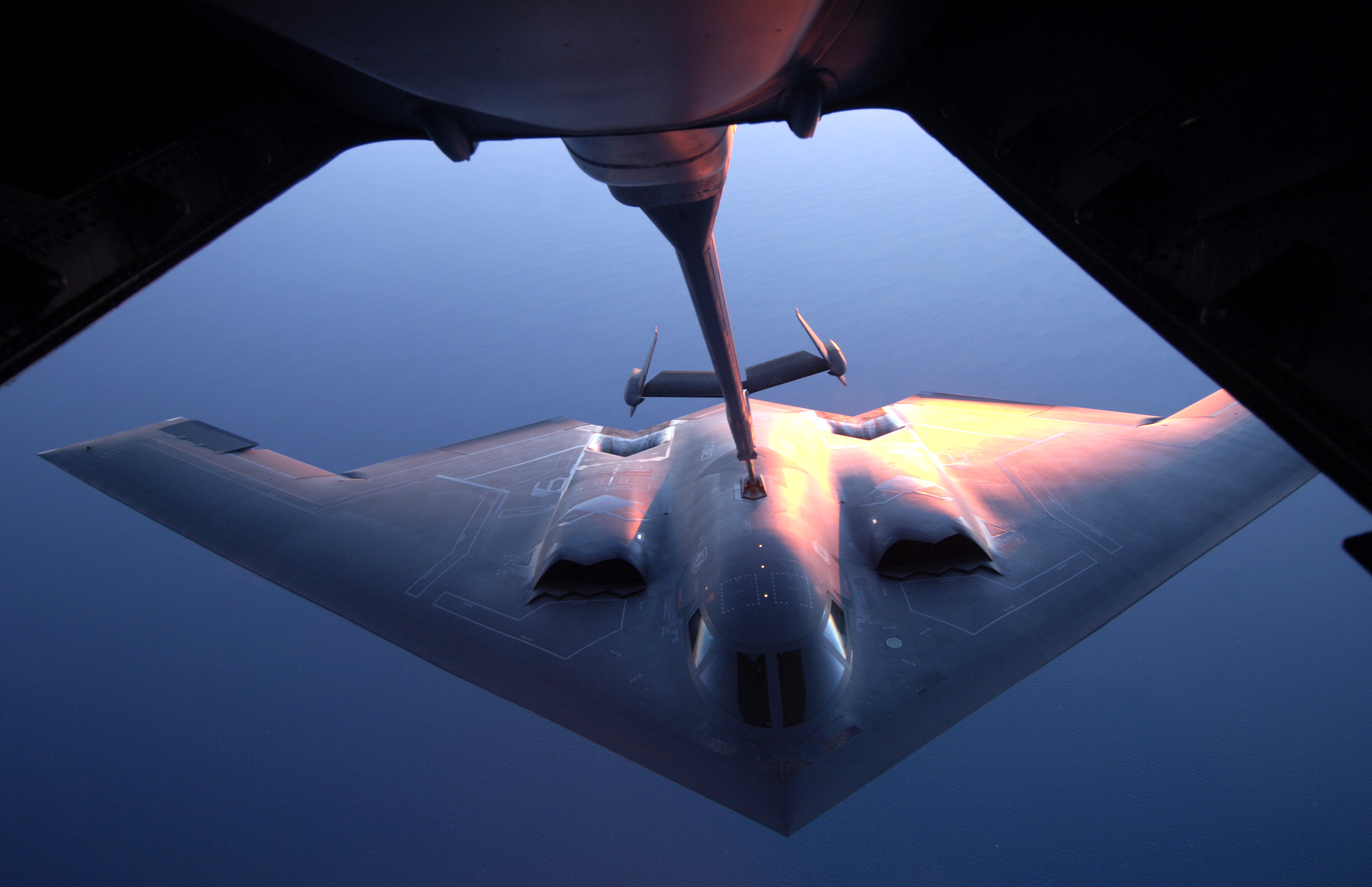
B-2 під час дозаправки в повітрі над Тихим океаном.

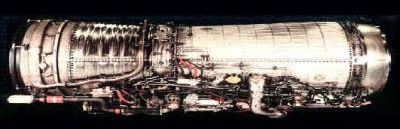

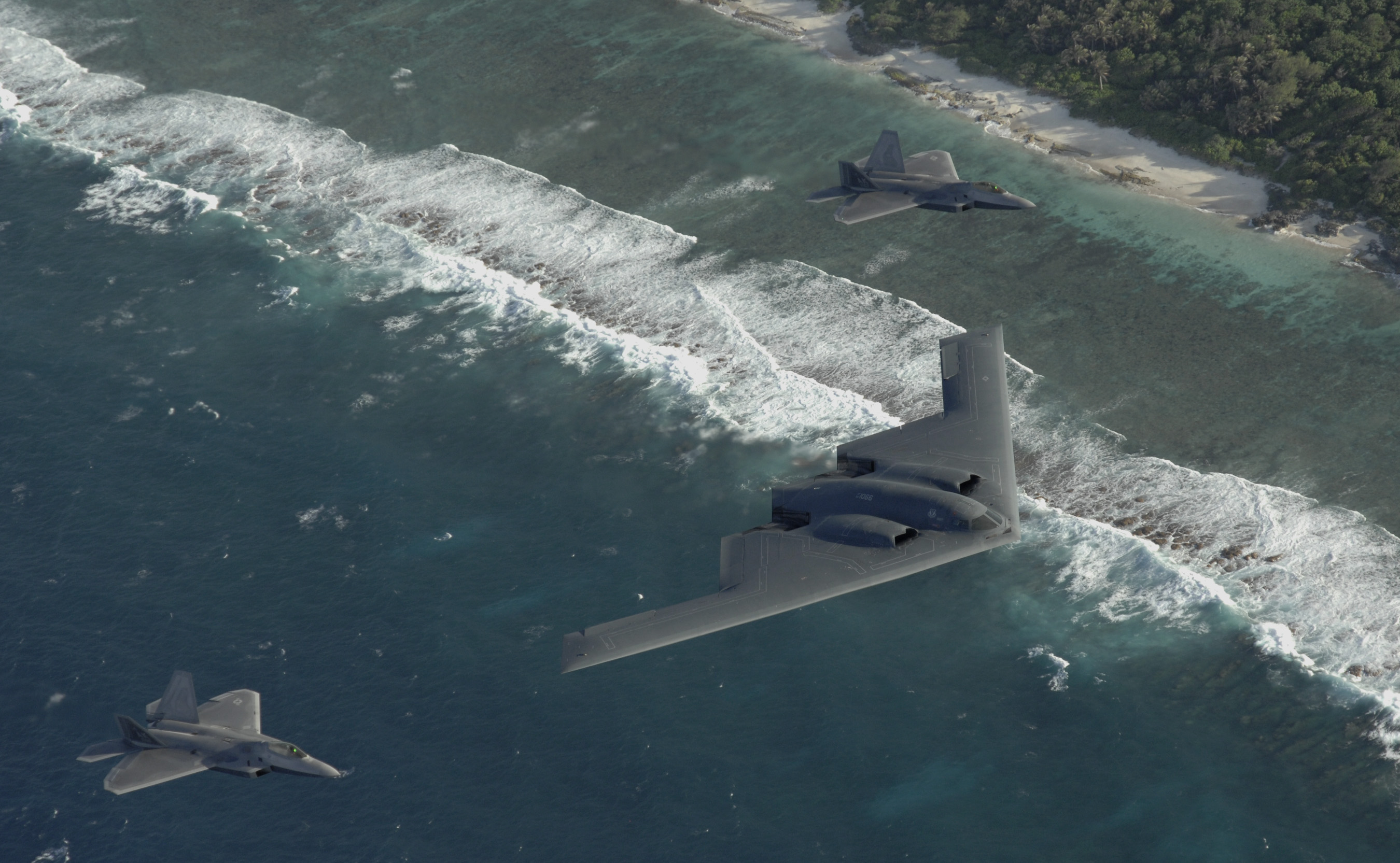
B-2 у супроводі винищувачів F-22 «Раптор», 2010 рік.

Літаки з б/н від AV-7 до AV-16 були побудовані у стандартній конфігурації Block 10 (B-2A-NO). Ця конфігурація обмежувала B-2 можливістю нести 16 бомб B83 або Mk 84 та передбачала використання лише в місіях за участю двох-трьох літаків, що вилітали з бази Вайтмен, але з можливістю повернення на іншу авіабазу Повітряних сил. Літаки з б/н від AV-12 до AV-16 були модернізовані до стандарту Block 20 у 1996 та 1997 роках.
Block 20
Літаки з б/н від AV-17 до AV-19 були побудовані за стандартом Block 20. Конфігурація Block 20 дозволяла літаку нести 36 бомб або 16 900 кг бомб JDAM. Паралельно з JDAM був також встановлений GPS-навігаційний комплекс прицілювання (GATS; GPS-Aided Targeting System).
Block 30
Літаки AV-20 та AV-21 були побудовані у фінальній конфігурації — Block 30. Ця версія дозволяє нести 80 бомб Mk 82 масою 227 кг, морські міни Mk 62 або 37 бомб Mk 117 масою 340 кг. Додано супутникову систему зв’язку (Milstar), повністю функціональну систему планування місій, а також військову внутрішню мережу зв’язку — канал зв’язку Link 16 (тактична мережа передачі даних). У період з 1995 до листопада 2000 року всі B-2 були модернізовані до цього стандарту, включно з прототипом, який з того часу набув стану боєздатності і може виконувати бойові завдання.
Упродовж періоду експлуатації всі літаки B-2 Spirit Block 30 неодноразово оновлювалися та модернізовувалися для покращення своїх можливостей:
- У 2008 році Конгрес США профінансував програму модернізації систем керування озброєнням для ураження рухомих наземних цілей.[44]
- 29 грудня 2008 року був підписаний контракт на модернізацію радіолокаційних систем B-2. Під час модернізації радіолокаційні системи були переведені на інший частотний діапазон. Контракт обійшовся США приблизно в 468 млн дол.[45][46] 22 червня 2009 року стало відомо, що всі B-2 пройшли модернізацію до «другої ревізії», яка передбачала покращення можливостей БРЛС.
- 28 квітня 2009 року було оголошено, що модернізований B-2 може нести до 13500 кг корисного навантаження в кожному відсіку.[47]
- На початку 2010 року компанія Northrop Grumman оголосила про завершення розрахунків, які дозволили усунути неполадку B-2 Spirit, яка регулярно виникала протягом останніх 20 років. Неполадка полягала в розтріскуванні металевої панелі, що знаходиться між двигунами та прикриває композитний каркас від розпеченого реактивного струменя. Проблема була викликана втомою металу, яка проявлялася через дії високих температур, а також вібрації, що виникають під час роботи силових установок. Впоралася з неполадкою Northrop Grumman за рахунок застосування нових матеріалів, а також внесення невеликих змін у конструкцію хвостової частини B-2. Модернізація діючих бомбардувальників у складі ПС США була недорогою і не потребувала проведення значних робіт зі зміни конструкції.[48]
- 4 квітня 2012 року завершені випробування B-2 з модернізованим програмним забезпеченням, навігаційними та комунікаційними системами, розробленими за програмою The Extremely High Frequency (EHF) Increment 1. Під час випробувань B-2 виконали ряд польотів на Північний полюс та назад. Метою перельотів була перевірка модернізованого бомбардувальника, на можливість здійснювати польоти на великій висоті в суворих кліматичних умовах. Після виконаного польоту на Північний полюс бомбардувальник скинув чотири навчальних некеровані бомби BDU-38. Скидання боєприпасів та випробування в цілому, були визнані успішними.[49]
- 24 вересня 2012 року Northrop Grumman оголосила про завершення модернізації бомбардувальників B-2, у рамках якої на літаки були встановлені нові БРЛС(інші мови) AN/APQ-181 з АФАР. Вартість модернізації, замовленої Повітряними силами США в 2008 році, склала близько 468 млн дол. На літаки також було встановлено нове бортове обладнання та системи зв'язку. Завдяки модернізації бомбардувальники одержали доступ до єдиної бойової інформаційно-керівної системи Пентагону.[50]
- 25 серпня 2022 року компанія Northrop Grumman повідомила про успішну модернізацію парку літаків B-2 Spirit, яка передбачає можливості застосовувати крилаті ракети JASSM-ER, ядерні бомби B61 mod 12, нову систему цілевказання з радіолокаційним керуванням — RATS (Radar Aided Targeting System).[51]

## Опис

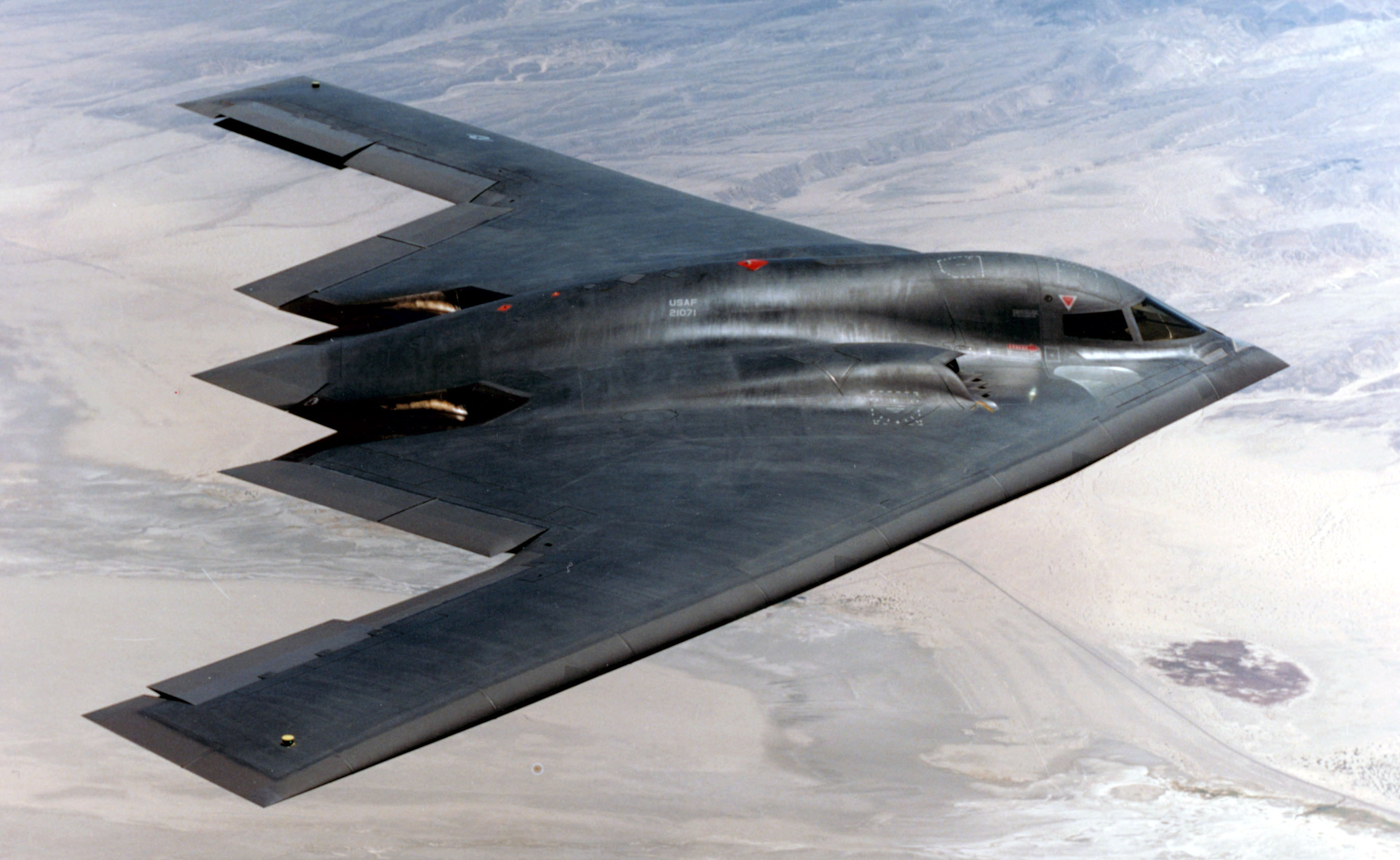
B-2 Spirit, вид збоку

B-2 Spirit було розроблено для виконання критично важливих місій з прориву, що дозволяє літаку проникати глибоко на територію противника для скидання боєприпасів, включаючи ядерну зброю. B-2 є літаком типу «літаюче крило», тобто не має фюзеляжу або хвостового оперення. Він має значні переваги над попередніми бомбардувальниками завдяки поєднанню малопомітних технологій, високої аеродинамічної ефективності та великої бойової вантажопідйомності. Низька помітність забезпечує більшу свободу дій на великих висотах, тим самим збільшуючи як дальність польоту, так і поле зору для бортових сенсорів. За даними ПС США, дальність польоту становить приблизно 6000 морських миль (11 000 км). На крейсерській висоті B-2 дозаправляється кожні шість годин, приймаючи до 45 000 кг пального за раз.
Розробка та створення B-2 вимагали новаторського використання технологій автоматизованого проєктування та виробництва через складні льотні характеристики та вимоги до конструкції, необхідні для збереження дуже низької помітності для різних засобів виявлення. B-2 зовні нагадує попередні літаки компанії Northrop: YB-35 та YB-49 також були бомбардувальниками типу «літаюче крило», розробка яких була скасована на початку 1950-х років, імовірно з політичних причин. Подібність доходить до того, що B-2 і YB-49 мають однаковий розмах крил. YB-49 також мав малу ефективну площу відбиття радіолокаційного сигналу.
Для всіх наявних B-2 налічується приблизно 80 пілотів. Кожен літак має екіпаж із двох осіб: пілот сидить зліва, а командир місії — справа, передбачена можливість додавання третього члена екіпажу за потреби. Для порівняння, B-1B має екіпаж з чотирьох осіб, а B-52 — з п’яти. B-2 є високотехнологічним автоматизованим літаком, що дозволяє одному члену екіпажу спати на розкладному ліжку, користуватися туалетом або готувати гарячу їжу, поки інший стежить за польотом — на відміну від більшості двомісних літаків. Для підвищення ефективності екіпажу під час тривалих місій проводились широкі дослідження сну та втоми. Поглиблена підготовка здійснюється у Вищій школі озброєння ПС США.

### Озброєння та спорядження

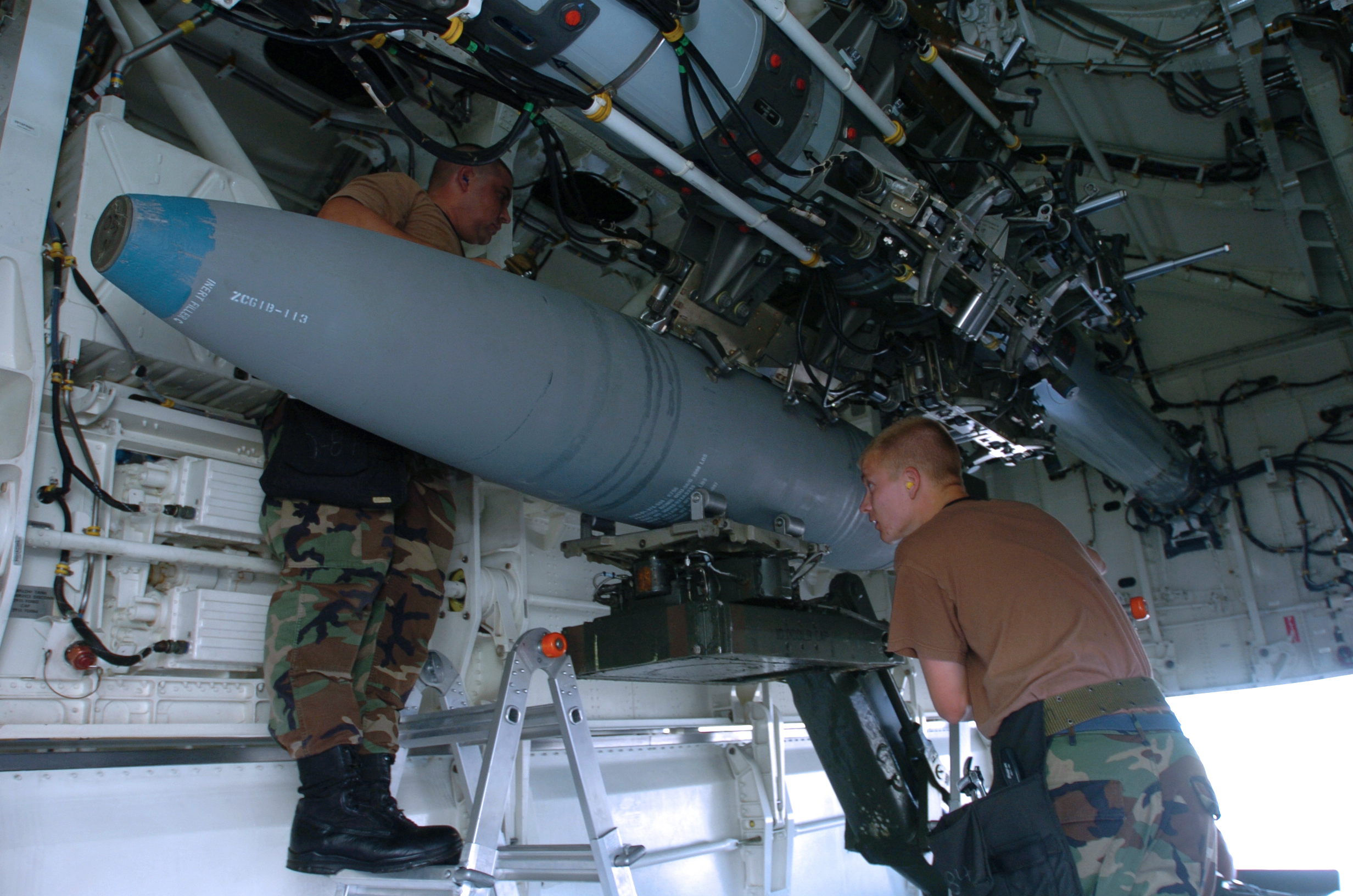
Бомба BDU-56 вагою 2 000 фунтів (910 кг) завантажується на обертову пускову установку бомбового відсіку, 2004 рік

У передбачуваному сценарії Холодної війни B-2 мав виконувати глибокі прориви на територію противника для нанесення ядерних ударів, використовуючи свої малопомітні характеристики для уникнення виявлення та перехоплення протягом усього завдання. У нього є два внутрішні бомбові відсіки, в яких боєприпаси розміщуються або на обертовій пусковій установці (барабан), або на двох бомбових стійках; внутрішнє розміщення озброєння зменшує радіолокаційну помітність порівняно з зовнішнім кріпленням боєприпасів. B-2 здатен нести до 18 000+ кг боєприпасів. До ядерного озброєння входять ядерні бомби B61 і B83; також планувалося використання крилатої ракети AGM-129 ACM на платформі B-2.
У зв’язку з розпадом Радянського Союзу було ухвалено рішення оснастити B-2 не лише для стратегічних ядерних ударів, а й для звичайних високоточних атак. B-2 оснащений сучасною системою прицілювання з підтримкою GPS (GATS; GPS-Aided Targeting System), яка використовує синтезовану апертурну радіолокаційну станцію APQ-181 для створення карти цілей перед скиданням бомб з GPS-наведенням (GAM; GPS-aided bombs), пізніше замінених на високоточні авіаційні боєприпаси JDAM. У початковій конфігурації B-2 міг нести до 16 GAM або JDAM; програма модернізації у 2004 році збільшила максимальну місткість до 80 JDAM.
B-2 має у своєму арсеналі різноманітні звичайні боєприпаси, зокрема бомби Mark 82 та Mark 84, касетні боєприпаси комбінованої дії CBU-87, міни GATOR і касетні боєприпаси з сенсорним підривником CBU-97. У липні 2009 року компанія Northrop Grumman повідомила, що B-2 сумісний з обладнанням, необхідним для розгортання 30 000-фунтової (14 000 кг) надпотужної проникаючої бомби MOP (Massive Ordnance Penetrator), яка призначена для ураження укріплених бункерів; до двох таких бомб може бути розміщено у бомбових відсіках B-2 — по одній у кожному. Станом на 2025 рік B-2 залишається єдиною платформою, сумісною з MOP.
Також до арсеналу B-2 входить високоточна зброя класу «повітря — поверхня»: до 16 крилатих бомб AGM-154 JSOW та КР повітряного базування AGM-158 JASSM, а у грудні 2021 року ПС США здійснили успішні тестові пуски AGM-158 JASSM-ER з B-2 Spirit.

### Авіоніка та системи
Щоб зробити B-2 ефективнішим за попередні бомбардувальники, у його конструкцію було інтегровано багато сучасних і передових систем авіоніки; після переходу на виконання завдань у рамках звичайної конвенційної війни ці системи були модифіковані та вдосконалені. Однією з таких систем є багаторежимний радар AN/APQ-181 з низькою ймовірністю перехоплення, повністю цифрова навігаційна система, інтегрована з радаром слідування за рельєфом місцевості та супутниковою навігацією GPS, а також астронавігаційна система NAS-26 (перша така система, випробувана на крилатій ракеті Northrop SM-62 Snark), і Система Управління Обороною (DMS; англ. Defensive Management System), що інформує екіпаж про потенційні загрози. Бортова система DMS здатна автоматично оцінювати можливості виявлення визначених загроз і позначених цілей. До 2021 року планувалося, що DMS буде модернізована для виявлення радіолокаційного випромінювання від систем ППО, що дозволить змінювати маршрути місії за допомогою автопланувальника прямо під час польоту — для швидкого отримання нових даних і прокладання маршруту, який мінімізує ризик.

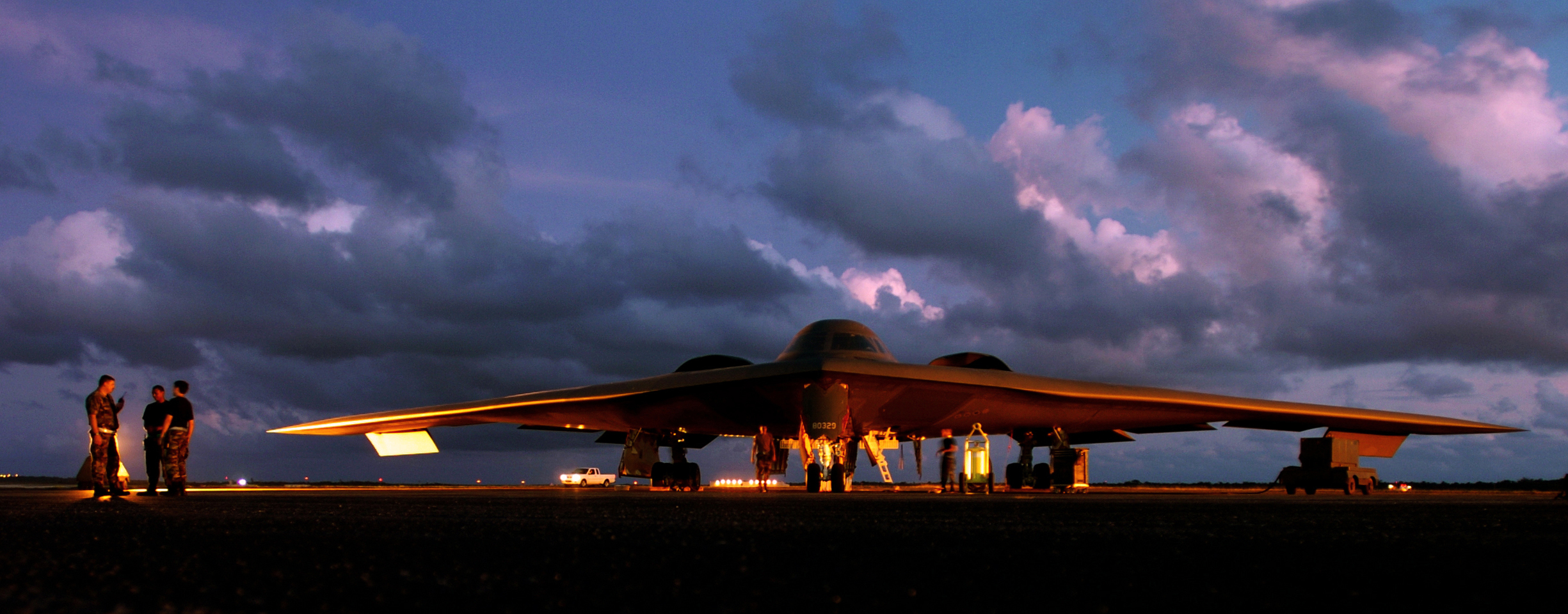
Обслуговування екіпажем B-2 на авіабазі Андерсен, Гуам, 2004 рік.

Для забезпечення безпеки та виявлення несправностей більшість авіонних систем B-2 пов’язано з бортовою системою тестування, яка постійно контролює продуктивність і стан тисяч компонентів і витратних матеріалів; вона також надає інструкції щодо технічного обслуговування після завершення місії для наземного персоналу. У 2008 році багато з 136 автономних розподілених комп’ютерів на борту B-2, включаючи основний комп’ютер управління польотом, були замінені єдиною інтегрованою системою. Авіоніка керується 13 комп’ютерами, стійкими до електромагнітного імпульсу (ЕМІ), що відповідають стандарту MIL-STD-1750A, з’єднаними між собою через 26 шин MIL-STD-1553B; інші елементи системи з’єднані за допомогою оптоволоконних каналів.
Окрім періодичних оновлень програмного забезпечення та впровадження нових матеріалів, що поглинають радіохвилі, на весь флот B-2 було проведено кілька великих модернізацій авіоніки та бойових систем. Для зв’язку на полі бою було встановлено як Link-16, так і високочастотне супутникове з’єднання, забезпечено сумісність з різними новими боєприпасами, а робоча частота радара AN/APQ-181 була змінена для уникнення перешкод з боку обладнання інших операторів. Антени модернізованого радара були повністю замінені, і AN/APQ-181 став радаром з активною фазованою антенною решіткою (АФАР). Через композитну конструкцію B-2 йому необхідно триматися на відстані щонайменше 64 км від гроз, щоб уникнути статичного розряду та ударів блискавки.

### Система керування польотом

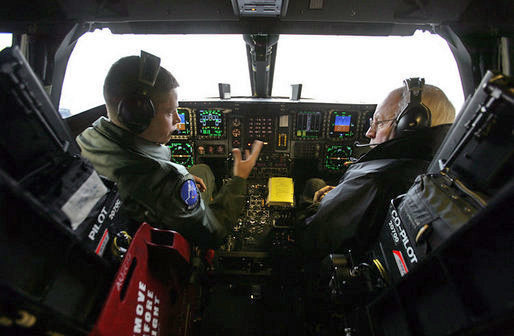
Віце-президент Дік Чейні всередині кабіни B-2 разом із пілотом капітаном Люком Джейном під час візиту на авіабазу Вайтмен, 2006 рік

Щоб компенсувати притаманну літакам типу «літаюче крило» нестійкість у польоті, B-2 використовує складну чотирикратну комп'ютеризовану систему дистанційного керування (ЕДСК, англ. Fly-by-Wire), яка автоматично регулює положення керм та налаштування без безпосереднього втручання пілота, підтримуючи стабільність літака. Комп’ютер отримує інформацію про зовнішні умови, зокрема поточну повітряну швидкість і кут атаки, за допомогою спеціальних пластин пітот-статичної системи, а не традиційних трубок Піто, які погіршили б малопомітність літака. Система приводу органів керування поєднує гідравлічні та електричні сервоактуатори, і має високий рівень резервування та можливості діагностики несправностей.
Компанія Northrop дослідила кілька способів забезпечення керування напрямком, які б мінімально впливали на радіолокаційний профіль літака, і зрештою зупинилася на комбінації диференційного керування гальмівними щитками-рулями напрямку та асиметричної тяги двигунів. Тяга двигунів стала ключовим елементом аеродинамічного проєктування B-2 ще на ранньому етапі: вона впливає не лише на опір і підіймальну силу, а й на тангаж і крен. Чотири пари органів керування розміщені вздовж задньої кромки крила; більшість з них використовується впродовж усього польоту, тоді як внутрішні елевони зазвичай задіюються лише на малих швидкостях, наприклад, під час посадки. Щоб уникнути можливих пошкоджень при зльоті та забезпечити носовий тангаж донизу, усі елевони залишаються опущеними до досягнення достатньої повітряної швидкості.

### Малопомітність

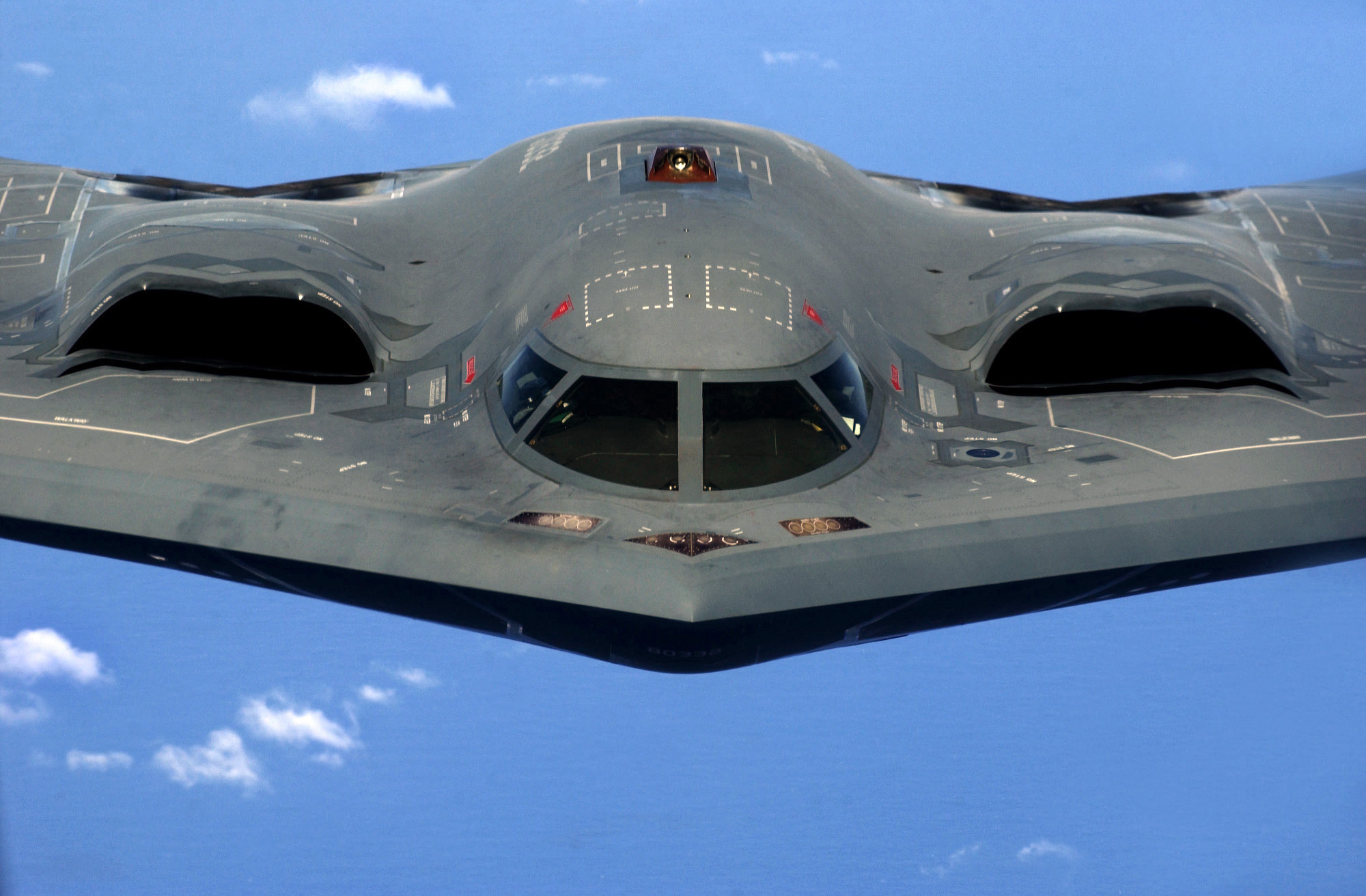
Двигуни B-2 розміщені всередині крила, щоб приховати вентилятори двигунів і мінімізувати сигнатуру їхніх вихлопів.

Малопомітність B-2 дозволяє йому проникати крізь сучасні системи протиповітряної оборони без виявлення з метою ураження добре захищених цілей. Така малопомітність досягається завдяки технології «стелс», що зменшує акустичні, інфрачервоні, візуальні та радарні сигнатури (багатоспектральне маскування), і дозволяє B-2 діяти з меншою кількістю допоміжних літаків для повітряного прикриття, а також зі зниженими потребами у придушенні ППО противника та використанні радіоелектронної боротьби. Це робить бомбардувальник «множником сили» (англ. force multiplier). Станом на вересень 2013 року не було зафіксовано жодного випадку запуску ракети по B-2.
Щоб зменшити оптичну помітність під час польотів удень, B-2 пофарбовано в антивідблискову фарбу. Нижня частина літака темна, оскільки він літає на великій висоті (15 000 м), і на такій висоті темно-сірий колір добре зливається з небом. Передбачається, що літак оснащений датчиком світла, спрямованим угору, який повідомляє пілота про необхідність збільшити або зменшити висоту, щоб відповідати зміні яскравості неба. Початковий проєкт передбачав використання баків із хімікатом, що запобігає утворенню конденсаційного сліду, але в серійних літаках це було замінено на сенсор сліду, який повідомляє екіпаж про необхідність зміни висоти польоту. B-2 вразливий до візуального виявлення на відстані 20 морських миль (37 км) або менше. Літак зберігається в спеціалізованому кондиціонованому ангарі вартістю 5 мільйонів доларів, який підтримує стан стелс-покриття. Раз на сім років це покриття обережно змивається кристалізованим пшеничним крохмалем, щоб перевірити поверхню літака на наявність вм’ятин чи подряпин.

#### Радар
Чистий, аеродинамічно ефективний дизайн літаючого крила B-2 не лише забезпечує виняткову дальність польоту, а й сприяє зменшенню його радіолокаційної помітності. Повідомляється, що ефективна площа розсіювання (ЕПР) B-2 становить приблизно 0,1 м².
Конструкція літаючого крила найбільше наближена до так званої нескінченно плоскої пластини — ідеальної форми для стелс-технологій, оскільки вона не має кутів, які могли б відбивати радіохвилі назад до радара (початково концепт Northrop ATB мав більш плоску форму, але з часом об’єм збільшувався відповідно до конкретних військових вимог). Відсутність вертикальних поверхонь, що відбивають радарні сигнали в боковому напрямку, також зменшує бокову ефективну площу розсіювання.
Радіолокаційні системи, що працюють на нижчих частотах (діапазон S або L), здатні виявляти та супроводжувати деякі стелс-літаки з численними кермами керування, як-от канарди (ПГО) або вертикальні стабілізатори, оскільки довжина хвилі радара в такому разі може перевищити певний поріг і викликати резонансний ефект.

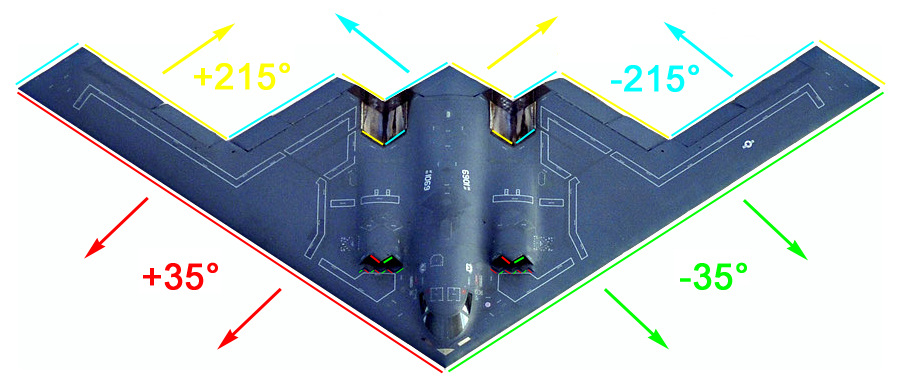
Ілюстрація основних кутів відбиття радарних променів від B-2

Зменшення ЕПР завдяки формі вже спостерігалося у британського стратегічного бомбардувальника Avro Vulcan, а також у F-117 Nighthawk ПС США. F-117 використовував плоскі поверхні (техніка гранування) для контролю радіолокаційного відбиття, оскільки під час його розробки на початку 1970-х комп’ютерні технології дозволяли моделювати лише радарне відбиття від простих, плоских поверхонь. До 1980-х років обчислювальні досягнення дали змогу моделювати відбиття від складніших вигнутих форм.
B-2 має численні вигнуті та заокруглені поверхні на всьому відкритому фюзеляжі для розсіювання радарних променів. Ця технологія, відома як безперервна кривина, стала можливою завдяки досягненням у сфері обчислювальної аеродинаміки, і вперше була випробувана на літаку Northrop Tacit Blue.

#### Інфрачервоне випромінювання

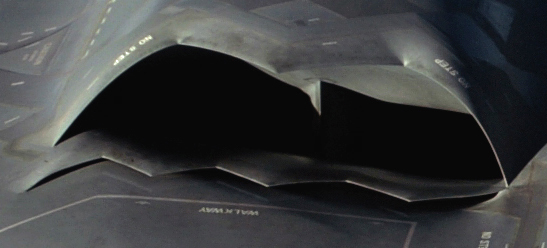
Прогалину під повітрозабірником створено з метою недопущення потрапляння граничного шару в реактивний двигун.

Деякі аналітики стверджують, що інфрачервоні системи пошуку й супроводу (IRST; англ. Infra-red search and track) можуть бути ефективними проти малопомітних літаків, оскільки будь-яка поверхня літака нагрівається внаслідок тертя з повітрям. За допомогою двоканального IRST можлива детекція CO₂ (максимальне поглинання на довжині хвилі 4,3 мкм) шляхом порівняння відмінностей між низькочастотним і високочастотним каналами.
Розташування двигунів глибоко всередині фюзеляжу також мінімізує теплову видимість або інфрачервоний слід від вихлопу. У зоні забору повітря холодне повітря з прикордонного шару під основним повітрозабірником надходить до фюзеляжу (всмоктування прикордонного шару, вперше випробуване на Northrop X-21) і змішується з гарячими вихлопними газами безпосередньо перед соплами (подібно до Ryan AQM-91 Firefly). Згідно із законом Стефана–Больцмана, це призводить до зменшення кількості енергії (теплового випромінювання в інфрачервоному спектрі), що випромінюється, а отже – до зниження теплового сліду. Отримане охолоджене повітря проходить по поверхні, складеній з теплостійких елементів із вуглепластика та титанових сплавів, які розсіюють повітря вбік, прискорюючи його охолодження. У B-2 відсутні форсажні камери, оскільки гарячий вихлоп значно підвищував би інфрачервоний слід; подолання звукового бар’єра спричинило б очевидний звуковий удар і аеродинамічне нагрівання обшивки літака, що також збільшувало б інфрачервоний слід.

#### Матеріали
Згідно з принципом Гюйгенса–Френеля, навіть дуже пласка поверхня все одно буде відбивати радарні хвилі, хоча й значно менше, ніж при відбитті під прямим кутом. Додаткове зменшення радіолокаційної помітності досягається завдяки використанню різноманітних радіопоглинальних матеріалів (RAM; англ. Radar-absorbent materials), які поглинають і нейтралізують радарне випромінювання. Основна частина B-2 виготовлена з вуглецево-графітового композитного матеріалу, який міцніший за сталь, легший за алюміній і поглинає значну частину радарної енергії.
B-2 збирається з надзвичайно високою точністю, щоб уникнути витоків рідин, які можуть збільшити його радарну помітність. Також були впроваджені інновації, такі як матеріал альтернативної високочастотної дії (AHFM; англ. Alternate high frequency material) і автоматизовані методи нанесення матеріалу, які покращують радіопоглинальні властивості літака та зменшують потребу в обслуговуванні. На початку 2004 року компанія Northrop Grumman почала наносити новостворений AHFM на експлуатаційні B-2. Для збереження ефективності складних радіопоглинальних матеріалів і покриттів кожен B-2 зберігається в ангарі з кліматичним контролем (Extra Large Deployable Aircraft Hangar System), який достатньо великий, щоб вмістити розмах крила в 52 м.

## Заміна
У 1998 році конгресовий комітет рекомендував ПС США переорієнтувати ресурси з подальшого виробництва B-2 на розробку нового бомбардувальника — або абсолютно нового, або модифікованої версії B-2. У своєму плані розвитку бомбардувальної авіації на 1999 рік ПС відкинули рекомендації комітету, вважаючи, що наявний флот бомбардувальників можна утримувати до 2030-х років. ПС вважали, що розробку нового літака можна розпочати у 2013 році, аби замінити застарілі B-2, B-1 і B-52 приблизно у 2037 році.
Хоча раніше ПС США планували експлуатувати B-2 до 2058 року, бюджет на 2019 фінансовий рік передбачив його списання «не пізніше 2032 року». Також було перенесено строк виведення з експлуатації B-1 на 2036 рік, а строк служби B-52 подовжено до 2050-х років, оскільки B-52 має нижчі витрати на обслуговування, більш універсальне озброєння для звичайних місій і здатен нести ядерні крилаті ракети (що за умовами договору заборонено для B-1). Рішення про дострокове виведення B-2 було ухвалено через надто високу вартість утримання невеликого флоту з 20 літаків. Його місце як малопомітного бомбардувальника поступово займе B-21 Raider, починаючи з середини 2020-х років.

## Система укриттів B-2
B-2 обслуговуються в мобільних ангарах з контрольованим мікрокліматом, які називаються B-2 Shelter Systems (B2SS). Ці ангари виготовляє компанія American Spaceframe Fabricators Inc., і кожен з них коштує приблизно 5 мільйонів доларів США. Необхідність у спеціалізованих ангарах виникла у 1998 році, коли з’ясувалося, що B-2, які перебували на базі ПС Андерсен, не мали необхідного кліматичного середовища для технічного обслуговування. У 2003 році програмою B2SS керував офіс програми бойової підтримки на авіабазі Еглін. Відомо, що ангари B2SS були розгорнуті на військово-морській базі Дієго-Гарсія та на авіабазі ПС Великої Британії Ферфорд.

## Бойове застосування

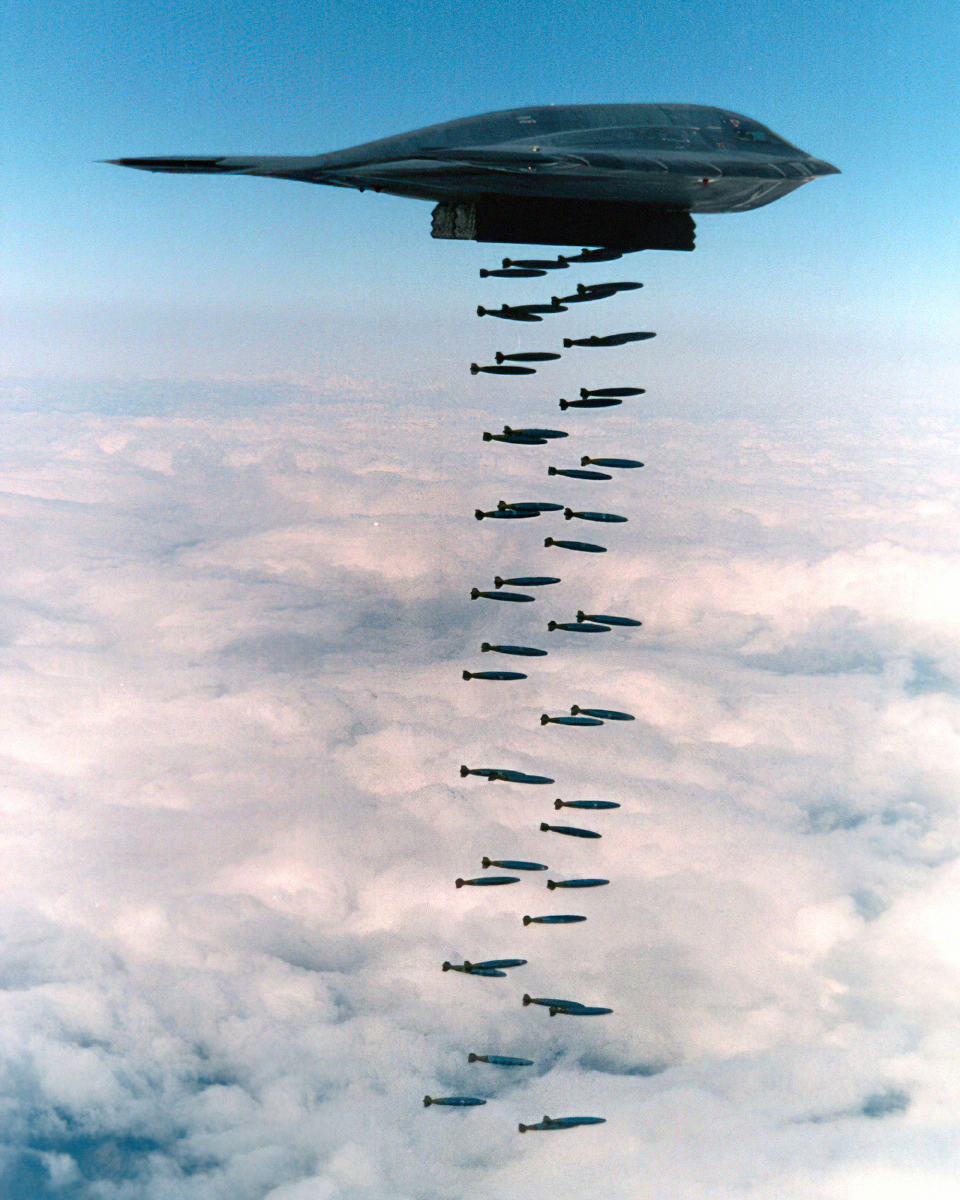
Скидання бомб Mk 82 під час навчань у Тихому Океані недалеко від Пойнт Мугу (Каліфорнія)

- Перший випадок бойового застосування було зафіксовано під час операції НАТО в Югославії в 1999 р. Тоді було скинуто понад 600 високоточних бомб JDAM, які також були застосовані вперше.[102] При цьому B-2 здійснювали безпосадкові перельоти з бази ПС «Вайтмен» у штаті Міссурі в Косово та назад. За перші вісім тижнів бойових дій B-2 знищили третину намічених цілей.[27] Шість бомбардувальників виконали безпосадковий переліт з авіабази в Міссурі до Югославії, завдали авіабомбових ударів по цілях і повернулися назад. Такі польоти тривали 30 годин. За час війни B-2 скинули 11 % усіх авіабомб, скинутих на Югославію в ході операції, хоча здійснили лише 50 бойових вильотів, при загальній кількості 34 000.[103]
- B-2 застосовувалися у війнах в Іраку та Афганістані. Тоді з дозаправкою в повітрі, але без посадки, B-2 здійснив один із найдовших своїх бойових вильотів, злетівши з авіабази «Вайтмен» у штаті Міссурі, виконавши бойове завдання та повернувшись на рідну базу.[27]
- Під час військової операції «Іракська свобода» в 2003 р., B-2 здійснювали бойові вильоти з атола Дієго-Гарсія та іншої передової бази, назва якої не розголошується. З двох цих позицій було здійснено 22 бойових вильоти. З авіабази «Вайтмен» було здійснено 27 бойових вильотів. Під час 49 вильотів було скинуто понад 300 тонн боєприпасів. Тривалість бойових вильотів склала більше 30 годин. Під час одного з вильотів B-2 залишався в повітрі без посадки протягом 50 годин.[27]
- 19 березня 2011 року, під час військової операції «Одіссея. Світанок», з бази ПС «Вайтмен», штат Міссурі, були підняті три B-2 американських ПС. Разом із двома бомбардувальниками B-1B з Південної Дакоти вони були направлені в Лівію. За час усієї операції B-2 знищили 45, а B-1B — 105 цілей. Серед яких були склади озброєння, об'єкти ППО, командно-контрольні пункти, об'єкти обслуговування авіаційної та іншої військової техніки.[104][105]
- 28 березня 2013 року два бомбардувальники B-2 здійснили політ протяжністю 21 000 км з авіабази Вайтмен у Міссурі до Південної Кореї та назад, скинувши навчальні боєприпаси на полігоні Джик До.[106][107]
- 18 січня 2017 року два B-2 атакували табір підготовки бойовиків ІДІЛ за 30 км на південний захід від міста Сірт, Лівія, знищивши близько 85 бойовиків. Бомбардувальники скинули загалом 108 керованих бомб JDAM вагою по 500 фунтів (230 кг) кожна. Після цього удару безпілотник MQ-9 Reaper випустив ракети Hellfire. Кожен B-2 здійснив 33-годинний політ туди й назад з авіабази Вайтмен, при цьому було виконано чотири або п'ять (за різними даними) дозаправок у повітрі.[108][109]
- 16 жовтня 2024 року B-2A завдали ударів по складах озброєння в Ємені, зокрема по підземних об'єктах, що належать хуситам.[110] У рамках кампанії проти хуситів, які нападали на міжнародне судноплавство під час кризи в Червоному морі, були уражені п'ять укріплених підземних складів озброєнь. Вважається, що ці удари також мали на меті надіслати сигнал Ірану, продемонструвавши здатність стелс-бомбардувальника знищувати заглиблені об'єкти.[111][112] Як база для підготовки до ударів використовувалася авіабаза ПС Австралії Тіндал у Північній території Австралії.[113]
- 22 червня 2025 року США завдали удару по ядерних об'єктах в Ірані. Шість стратегічних бомбардувальників B-2A скинули «дюжину протибункерних бомб вагою 30 000 фунтів (13 т.) на об’єкт у Фордо (завод зі збагачення палива у Фордо)», а сьомий літак скинув дві такі бомби на Натанз.[114][115]

## Аварії та катастрофи
За офіційними даними США у 2010 році в мирний час було втрачено один бомбардувальник B-2: 23 лютого 2008 року літак B-2 (серійний номер 89-0127, «Дух Канзасу») зазнав аварії біля берегів тихоокеанського острова Гуам на американській військовій базі Андерсен. Це був перший випадок аварії літака цього типу, бомбардувальник мав понад 5000 льотних годин (майже 7 місяців). Двом пілотам вдалося катапультуватися. Після аварії польоти всіх літаків цього типу були припинені. Наприкінці квітня 2008 року польоти були відновлені.
Комісія з розслідування дійшла висновку, що причиною аварії стала недбалість наземного персоналу, який не включив обігрів приймача повітряного тиску для видалення з його поверхні конденсату.  Через це система керування літака отримувала завищене значення швидкості та передчасно дала команду на відрив від землі. Дії екіпажу визнані правильними, інших відхилень від штатного режиму в роботі бортових систем не виявлено, а моделювання ситуації на тренажері показало, що врятувати літак було неможливо.
26 лютого 2010 року через виникнення пожежі в одному з двигунів довелось аварійно припинити зліт літака з авіабазі на Гуам. Попри запевнення ПС США про «незначні» ушкодження, ремонт літака тривав два роки.
23 жовтня 2018 року літак B-2 Spirit ПС США здійснив аварійне приземлення на авіабазі в Колорадо-Спрінгз. Характер несправності та її причина офіційно повідомлена не була. Обидва члена екіпажу ушкоджень не отримали.
14 вересня 2021 року під час виконання навчального польоту на борту B-2 Spirit сталась несправність, під час аварійного приземлення на авіабазі «Вайтмен» (штат Міссурі) літак було пошкоджено, він вислизнув за межі злітно-посадкової смуги. Внаслідок інциденту ніхто не постраждав, пожежі не було.
10 грудня 2022 року через несправність у польоті один із бомбардувальників B-2 здійснив аварійну посадку на авіабазі Вайтмен. Під час інциденту ніхто з екіпажу чи персоналу не постраждав; після аварії виникла пожежа, яку швидко ліквідували. Після цього всі B-2 були тимчасово зняті з польотів. 18 травня 2023 року представники Повітряних сил скасували призупинення польотів, не розкривши жодних подробиць про причини інциденту чи заходи, вжиті для повернення літаків до експлуатації.
У травні 2024 року Повітряні сили оголосили, що пошкоджений B-2 буде списано, оскільки його визнано «економічно недоцільним до ремонту». Хоча конкретна вартість не була названа, рішення, ймовірно, було зумовлене майбутнім введенням у стрій нового бомбардувальника B-21. Після аварії B-2 у 2010 році повернення літака до експлуатації тривало майже чотири роки й коштувало понад 100 мільйонів доларів — тоді ці зусилля вважалися виправданими, аби не втратити один із небагатьох стратегічних бомбардувальників з можливістю прориву ППО. Однак наближення введення B-21 і заплановане виведення B-2 з експлуатації після 2029 року, імовірно, змусили керівництво ПС вирішити, що витрати на ремонт не виправдані, адже літак усе одно невдовзі буде списаний.

## B-2 в музеях

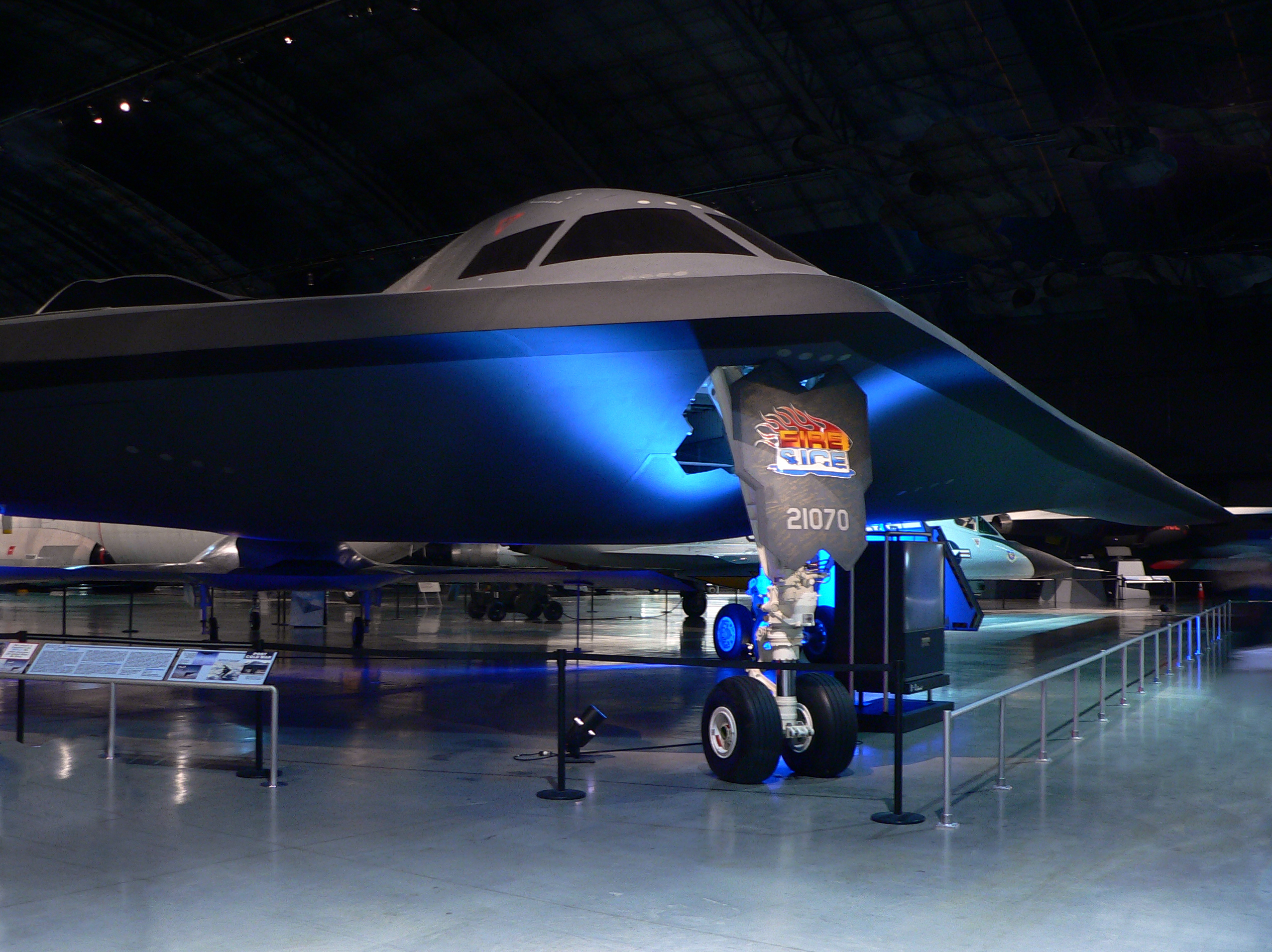
Відновлений повнорозмірний випробувальний зразок B-2 Spirit представлений у «Галереї Холодної війни» Національного музею Повітряних сил США

Жоден з діючих B-2 не був знятий з озброєння Повітряних сил США для постійної експозиції. Однак B-2 час від часу демонструються на землі під час різних авіашоу.
Випробувальний зразок B-2 (с/н AT-1000), другий із двох, побудованих без двигунів і приладів, який використовувався для статичних випробувань, було встановлено на експозиції у 2004 році в Національному музеї Повітряних сил США біля Дейтона, штат Огайо. Цей зразок успішно пройшов усі випробування на міцність, перш ніж фюзеляж зазнав руйнування. Команда реставраторів музею витратила понад рік на повторне складання пошкодженого корпусу. Фюзеляж експозиційного зразка має маркування, що імітує Spirit of Ohio (с/н 82-1070) — той B-2, який використовували для випробувань на стійкість до екстремальних температур. В експозиції також представлена стулка передньої стійки шасі Spirit of Ohio з художньою композицією «Вогонь і лід», яку намалювали та підписали техніки, що проводили температурні випробування.

## Льотно-технічні характеристики

Габаритне креслення бомбардувальника B-2

Джерела даних: Сторінка ПС США, B-2 Spirit: The Most Capable War Machine on the Planet, B-2 Spirit. The Great Book of Modern Warplanes, Northrop Grumman

### Технічні характеристики
- Екіпаж: 2 особи
- Довжина: 20,90 м
- Розмах крила: 52,12 м
- Висота: 5,10 м
- Площа крила: 478 м²
- Маса:
  - порожнього: 71 700 кг
  - нормальна злітна маса: 152 200 кг
  - максимальна злітна маса: 170 600 кг
  - маса палива: 75 750 кг
  - маса корисного навантаження: офіційна заявлена 18 000+ кг,[c][126] за оцінками до 22 730 кг (до 27 000 кг після модернізації[47])
- Навантаження на крило:
  - при максимальній злітній масі: 372 кг/м²

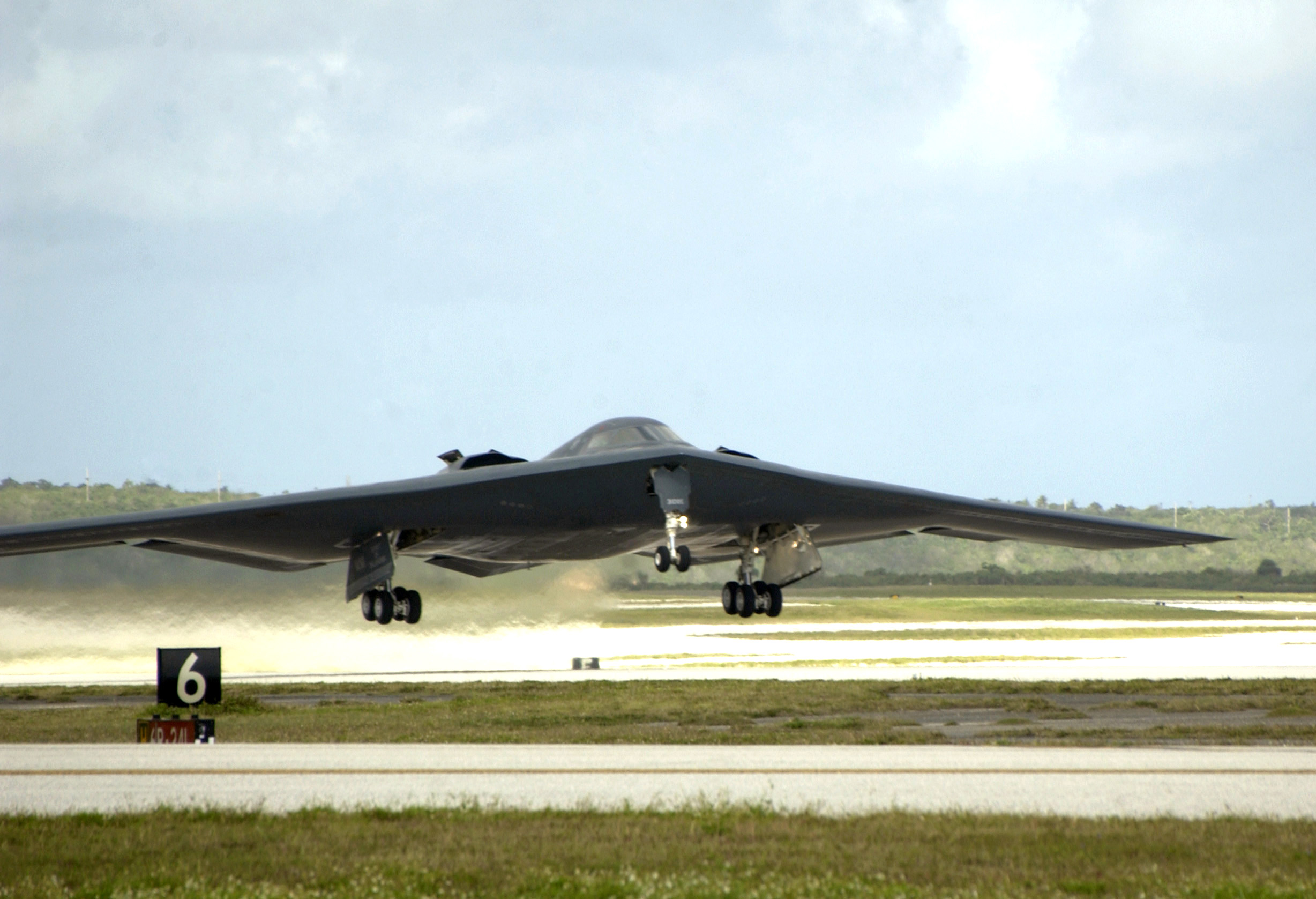
Зліт B-2 з бази Повітряних сил США «Андерсен», що розташовується на острові Гуам у Тихому Океані

  - при нормальній злітній масі: 332 кг/м²
- Двигун:
  - тип двигуна: 4 × ТРДДФ
  - модель: General Electric F118-GE-100(інші мови)
  - тяга:
    - максимальна: 4 × 7700 кгс

  - маса двигуна: 1452 кг
- Тягооснащеність:
  - при нормальній злітній масі: 0,20 кгс/кг
  - при максимальній злітній масі: 0,18 кгс/кг
- Навантаження на крило: 329 кг/м²

### Льотні характеристики
- Максимальна швидкість:
  - на великій висоті (12 000 м): 1010 км/год
  - на малій висоті (над рівнем моря): 0,95 Маха (~1160 км/год)
- Крейсерська швидкість: 900 км/год (на великій висоті)
- Дальність польоту:
  - максимальна: 11 100 км
  - бойовий радіус дії: 5 300 км
- Тривалість польоту: до 6,5 год
- Практична стеля: 15 200 м
- ЕПР: за деякими даними, від ~0,0014 до ~0,1 м²

### Озброєння
- Бойове навантаження: Два внутрішні відсіки для озброєння та корисного навантаження до 18 000 кг; за оцінками до 22 730 кг (до 27 000 кг після модернізації[47])
- Ядерна зброя: 16 × В61-11 (340 кілотонн) або 16 × B83 (1,1 мегатонн) або 16 × AGM-129 ACM або 16 × AGM-131 SRAM II[en]
- Звичайні бомби: 80 × Mk.82 або 16 × Mk.84 або 36 касетних бомб × CBU-87/CBU-89 GATOR
- Протибункерні бомби: 2 × GBU-57 Massive Ordnance Penetrator[127]
- Високоточне озброєння: 8 × GBU-28 або 16 × AGM-154 JSOW або 16 × GBU-31 JDAM[70]
- Крилаті ракети: 16 × AGM-158 JASSM[70]

## Оператори
- США, ПС США — 19 B-2A Spirit на озброєнні, станом на 2025 рік.[128]

Перебувають у складі 509-го бомбардувального авіаційного крила глобального ударного командування (авіабаза Вайтмен, штат Міссурі), у складі двох бойових ескадрилей (13 і 393) а також однієї навчально-бойової (394 ескадрильї). Остання своїх B-2 не має, для навчань переганяються машини з бойових ескадрилей. Ще один B-2 використовується для випробувань.

## У культурі

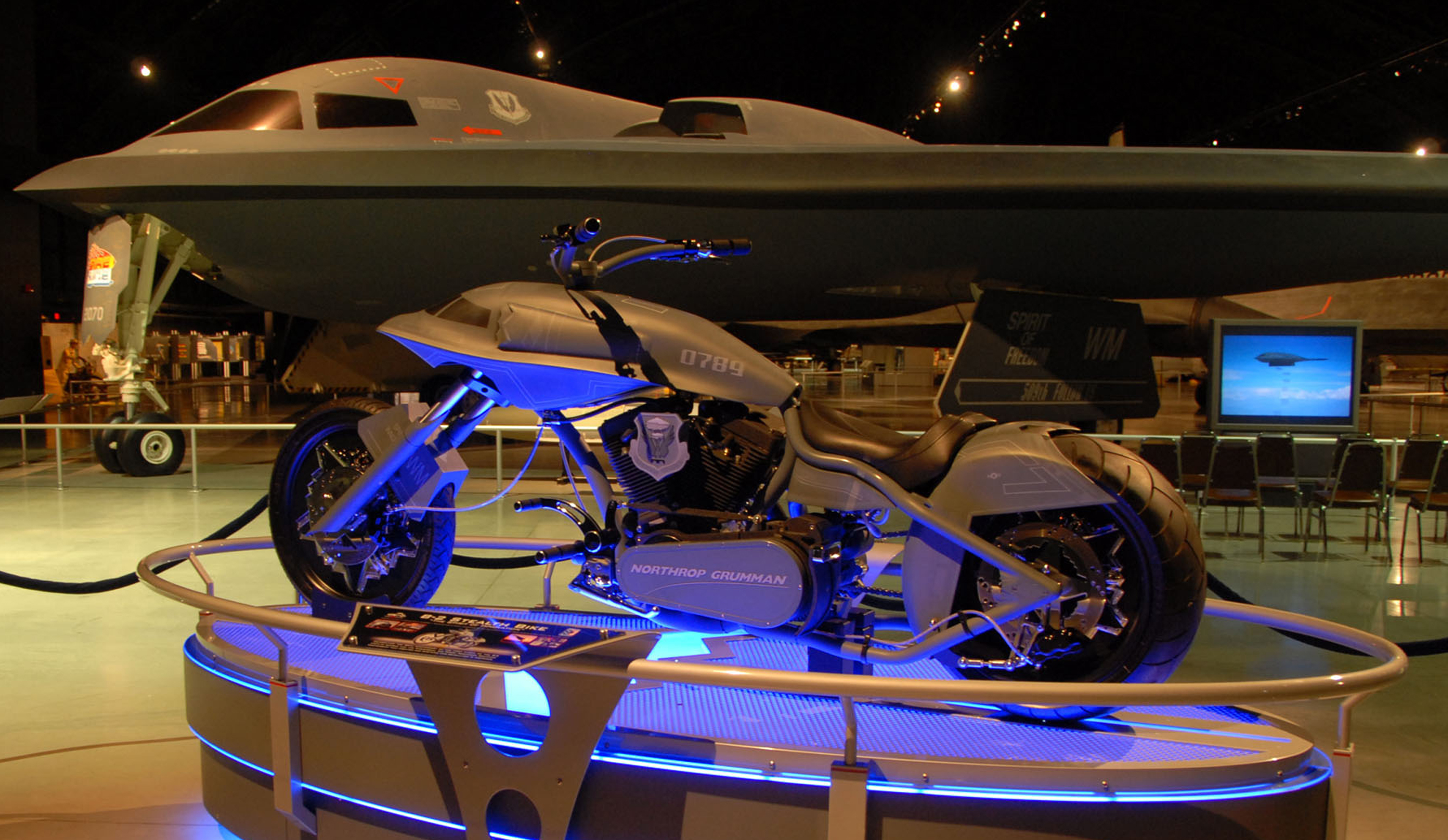
B-2 Stealth Bike від Northrop Grumman, виставлений перед літаком B-2 Spirit.

B-2 Spirit з'являвся в кількох фільмах завдяки своєму унікальному дизайну та асоціації з високотехнологічними військовими операціями. B-2 Spirit є «зіркою Голлівуду» завдяки його «футуристичному» вигляду. У бойовику «Зламана стріла» B-2 Spirit відіграє ключову роль у сюжеті, де викрадений бомбардувальник використовується для транспортування ядерної зброї: літак зображений як високотехнологічна зброя, що підкреслює його стелс-характеристики. У фільмі «День незалежності» ескадрилья B-2 з бази ПС Вайтмен бере участь у ядерному ударі по інопланетному кораблю над Х'юстоном, а літак символізує могутність та технологічність армії США. У фільмі «Капітан Марвел» B-2 Spirit з'являється в епізодичній сцені, пов'язаній із військовими операціями на Землі; дія фільму розгортається в 1990-х роках, і B-2, як сучасний на той час стелс-бомбардувальник, використовується для підкреслення технологічної переваги ПС США.
На бомбардувальнику B-2 Spirit можна «політати» в відеоіграх серії Microsoft Flight Simulator. Також він зустрічається в серії шутерів від першої особи Call of Duty, в серії аркадних авіасимуляторів Ace Combat, серії глобальних покрокових стратегій Civilization, а також в багатьох відеоіграх про сучасні або гіпотетичні конфлікти.

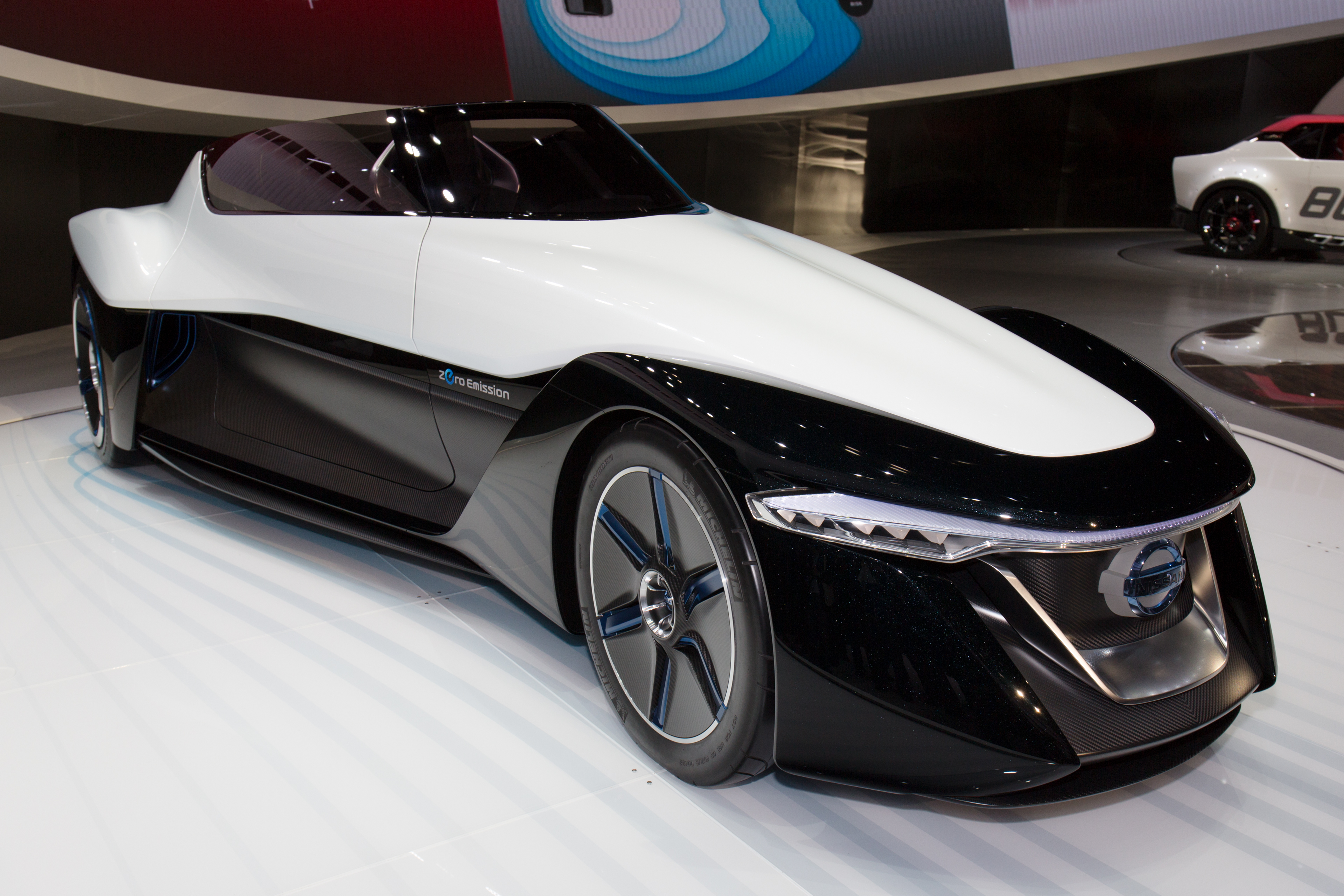
Концепт-кар Nissan Bladeglider EV, дизайн якого натхненний літаками B-2 Spirit та «Конкорд»

Окрім кінематографа та відеоігор, B-2 Spirit є помітним елементом американської культури через його участь у публічних заходах, таких як прольоти над стадіонами під час великих спортивних подій. Наприклад, проліт B-2 над Rose Bowl, підкреслив його символічну роль як втілення технологічної величі та національної гордості США. На думку журналістів, такі демонстрації викликають захоплення публіки та зміцнюють образ B-2 як ікони сучасної авіації.
На честь 20-річчя першого польоту B-2 Spirit компанія Orange County Choppers створила натхненний дизайном літака мотоцикл B-2 Stealth Bike, який демонструвався протягом 2009 року на виставкових подіях, що проводила корпорація Northrop Grumman. Окрім цього, зовнішній вигляд бомбардувальника B-2 Spirit та надзвукового пасажирського літака «Конкорд» стали джерелом натхнення для концепт-кара Nissan Bladeglider EV, презентованого на Токійському автосалоні 2013 року.